# ДБ-А
ДБ-А (рос. абревіатура від «Дальний Бомбардировщик — Академия») — радянський експериментальний тяжкий дальній бомбардувальник, спроектований під керівництвом конструктора В. Ф. Болховітінова. Випускався з 1938 по 1940 роки.

## Розробка
У 1933—1934 hоках при серійному виробництві літака ТБ-3 виникла думка капітально модернізувати машину або випустити на його основі новий для того, щоб досягти значного поліпшення його показників у світлі нових вимог. Завод за своєю ініціативою, підтриманою головним комітетом, запросив групу викладачів та інженерів Військово-повітряної академії (близько 20 осіб) для виконання цієї роботи. Очолив групу Віктор Федорович Болховітінов.
У 1934 році на заводі було організовано дослідно-конструкторське бюро, де було оперативно спроектовано та побудовано два екземпляри нового літака. А. М. Туполєв від цієї роботи відмовився, оскільки проектував досконаліший ТБ-7.

## Конструкція
За типом та розмірами літаки, названі ДБ-А (ДБ-Академія), ДБ-2А, ДБ-2/А, «А», ДБ-2, БДД, розвивали тип ТБ-3, але були спроектовані середньопланами. Всі кабіни і стрілецькі установки були закриті, обшивка скрізь гладка, підвіска бомб внутрішня. Шасі спочатку напівзбираєме, потім — повністю збираєме у великих відсіках — «штанях». Кабіна піднята на 0,5 метри, стояли посадкові щитки.
Головний конструктор з метою збільшення швидкості бойового літака реалізував у своїй машині низку нових ідей: гладку обшивку планера, забираються в обтічники шасі та інші.
Фюзеляж — напівмонокок, гладка обшивка входила в силовий набір і була підкріплена стрингерами. Кабіни екіпажу закриті з целлулоїдним склінням. Відділення кормового стрільця відкрите. Напівмонококовий фюзеляж дозволяв збільшити вільний внутрішній об'єм.
Крило — трилонжеронне, складається з центроплану та відокремлених частин. У крилі розміщувалися бензобаки загальним об'ємом 14 600 літрів бензину. На крилі розташовувалися посадкові щитки, що дозволяють знизити швидкість при посадці до 80 км/год. Під крилом монтувалися бомбоутримувачі, розраховані на підвіску 2 000 кілограм бомб.
Оперення — кіль та стабілізатор суцільнометалеві. Стабілізатор розтягувався здвоєними тросами-розчалками. Рулі висоти та кермо напряму були забезпечені флетнерами. Балансування кермів висоти здійснювалося ваговими балансирами.
Шасі — триопорне з хвостовим колесом. Основні колеса шасі забиралися польотом у спеціальні обтічники. Хвостове колесо забиралося повністю. Для експлуатації літака у зимових умовах передбачалися спеціальні лижі. Амортизатори колісного шасі телескопічні, масляно-повітряні, а лижного змішані: шнурові та масляно-повітряні. Випуск коліс проводився за допомогою стисненого повітря.
Силова установка — чотири двигуни М-34РНБ з редуктором та наддувом, потужністю по 970 к. с. Гвинти трилопатеві діаметром 4,1 метри, крок регулювався на землі.
Обладнання — приладова дошка льотчиків складалася із трьох частин. На ній розташовувалися: радіопеленгатор, авіагоризонт, покажчик повороту та ковзання, гіромагнітний напівкомпас, прилади контролю роботи двигуна. Зв'язок між членами екіпажу здійснювався за допомогою пневмопошти та літакового переговорного пристрою. Для забезпечення посадки літака вночі літаком встановлювали підкрилові смолоскипи. Комплект встановленого обладнання дозволяв пілотувати літак у складних метеоумовах.
Озброєння — у носовій частині фюзеляжу розташовувалася турель з кулеметом калібру 7,62 мм, у центральній частині фюзеляжу — гармата калібру 20 мм, у хвостовій частині — кинджальна та кормова кулеметні установки. Повний бойовий запас у кулеметів — 3 000 набоїв, у гармати — 250 снарядів. Під центропланом у фюзеляжі розташований бомболюк, що вміщує до 3 000 кілограм бомб, загальне бомбове навантаження — 6 500 кілограм.

## Випробування і характеристики
Літак був випущений у листопаді 1934 року, перший політ дійснено у травні 1935. До 5 березня 1936 року були проведені його заводські випробування (випробування проводилися льотчиками М. Г. Кастанаєвим та Я. М. Мойсеєвим), продовжені як державні у травні і червні того ж року.
При польотній масі 19 500 кілограм був можливий горизонтальний політ на двох двигунах на висоті 2 500 метрів, на трьох — стеля близько 5 100 метрів. Літак ДБ-А показав переваги перед ТБ-3. Швидкість літака була більшою за ТБ-3 на 42—50 км/год.
Після усунення низки недоліків випробування було повторено з двигунами АМ-34РНВ, літак знову пройшов держвипробування і був визнаний цілком вдалим. Успіхи літака навели на думку застосувати його для трансарктичного перельоту через Північний полюс до Америки.
На цьому ж, першому екземплярі літака, що отримав позначення Н-209, було проведено деякі конструктивні покращення. Для перельоту був складений екіпаж: С. О. Леваневський — командир, М. Г. Кастанаєв — другий пілот, В. І. Левченко — штурман, Г. Т. Побєжимов та М. М. Годовиков — механіки, Н. Я. Галковський — радист. Переліт, розпочатий 12 серпня 1937 року із Москви, протікав у складних метеорологічних умовах. 13 серпня о 13 год. 40 хв. літак пройшов над Північним полюсом, а о 14 год. 32 хв. з борту літака була отримана остання радіограма з повідомленням, що один із двигунів зупинився. На цьому зв'язок обірвався. Літак так і не був знайдений, незважаючи на довгі та ретельні пошуки протягом майже року.
Незважаючи на загибель першого екземпляра, робота з модернізації літака тривала. На другому літаку були встановлені двигуни АМ-34ФРН з турбокомпресорами, і в 1938 були проведені держвипробування (випробування проводив М. О. Нюхтіков).
На авіаційному заводі № 124 імені Орджонікідзе у Казані і авіаційному заводі № 22 у Москві було закладено серію з 16 літаків, 12 з яких були здані вже до 1939 року. У 1940 році виробництво було припинено через запуск у серію літака ТБ-7 (найменування в серії — Пе-8), що мав значно вищі льотні якості.

### Льотно-технічні характеристики
Наведені характеристики відповідають модифікації літака ДБ-А з двигунами АМ-34 РН.
Технічні характеристики
- Екіпаж: 7 людей
- Довжина: 24,4 м
- Розмах крил: 39,5 м
- Висота: 8,5 м
- Площа крила: 230 м²
- Маса без навантаження: 15 400 кг
- Маса повного навантаження: 6 500 кг
- Об'єм паливних баків: 14 000 л
- Силова установка: 4 × АМ-34РН
- Потужність двигунів: 4 × 970 к. с. (4 × 713 кВт)

Льотні характеристики
- Максимальна швидкість:  
  - на висоті 4 000 м: 330 км/год;
  - при землі: 280 км/год.
- Практична дальність: 4 500 км
- Практична стеля: 7 220 м
- Час набору висоти:
  - 1 000 м за 5 хв;
  - 7 000 м за 56 хв.
- Навантаження на крило: 95 кг/м²
- Довжина розбігу: 400 м
- Довжина пробігу: 300 м

Озброєння
- Стрілково-гарматне:  
  - 1 × 20 мм гармата ШВАК;
  - 6 × 7,62 мм кулеметів ШКАС.
- Бойове навантаження: 5 000 кг